# Josef Krainer junior

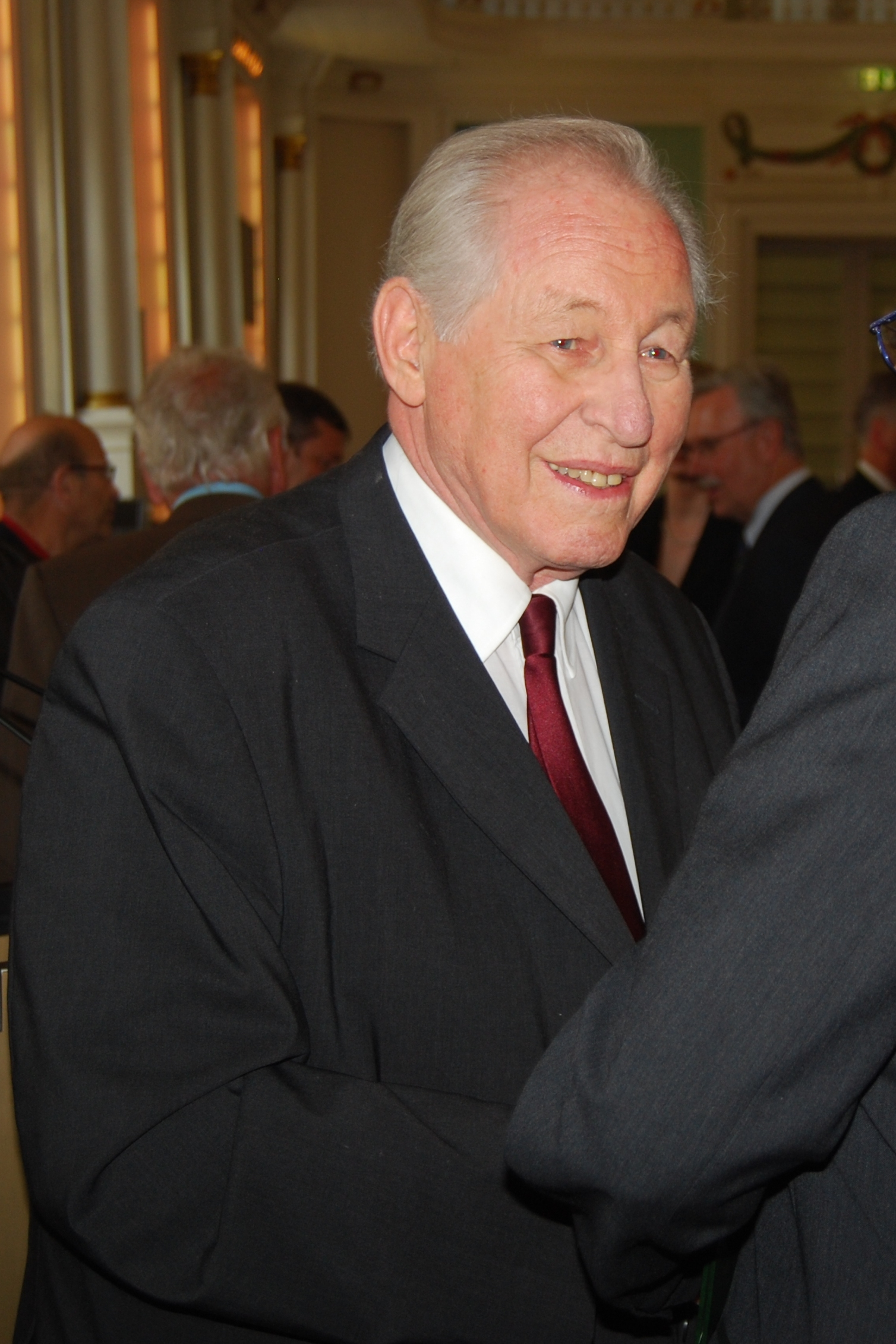
Josef Krainer jun. (2011)

Josef Krainer junior (* 26. August 1930 in Graz, Steiermark; † 30. Dezember 2016 ebenda) war ein österreichischer Politiker (ÖVP) und von 1980 bis 1996 Landeshauptmann der Steiermark.

## Leben und Wirken
Krainer wurde in eine politisch aktive Familie geboren, sein Vater Josef Krainer senior war von 1948 bis 1971 Landeshauptmann der Steiermark. Nach Volksschule, Gymnasium und einem Studium der Rechtswissenschaften (Dr. iur.) an der Universität Graz war er von 1956 bis 1962 Generalsekretär der Katholischen Aktion in der Steiermark. Ein Jahr studierte er auch am Bologna Center der US-amerikanischen Johns Hopkins University in Italien. Er trat in den Steirischen Bauernbund, eine Teilorganisation der ÖVP, ein und wurde 1969 dessen Direktor. 1970 wurde Krainer Abgeordneter zum Nationalrat, zwei Jahre später folgte seine Wahl zum Landesparteiobmann (Parteivorsitzender). Zwischen 1971 und 1980 bekleidete er das Amt eines Landesrats (unter anderem für Land- und Forstwirtschaft).
1980 folgte er Friedrich Niederl als Landeshauptmann der Steiermark nach. Bei der steirischen Landtagswahl 1981 setzte er sich gegen den sozialdemokratischen Kandidaten durch. Krainer gewann 1981 und 1986 die absolute Mehrheit bei Landtagswahlen. Er war bis 1996 Landeshauptmann der Steiermark. Er galt als Verfechter eines eigenständigen Kurses seines Landes und seiner Partei gegenüber der Bundespolitik. Er förderte unter anderem den Ausbau des hochrangigen Verkehrsnetzes in der Steiermark, trat für Umweltschutzprojekte wie etwa die Entschwefelung von Kraftwerken ein und setzte sich für eine weltoffene Steiermark ein – etwa durch die Schaffung des Afro-asiatischen Instituts. Darüber hinaus förderte er den Steirischen Herbst. In seine Amtszeit fiel auch die Krise der verstaatlichten Industrie in der Mur-Mürz-Furche. 1996 trat er, nachdem die ÖVP nur knapp den ersten Platz halten konnte und acht Prozentpunkte verloren hatte, zurück und Waltraud Klasnic wurde seine Nachfolgerin.
Er war Ehrenmitglied der katholischen Studentenverbindung AV Austria Innsbruck.
Josef Krainer starb am 30. Dezember 2016 und wurde am Friedhof im Grazer Stadtteil St. Veit bestattet.
Am 16. September 2024 wurde in der Grazer Burg eine Büste Krainers, an dessen Gestaltung und Herstellung der Filmproduzent und Unternehmer Klemens Hallmann maßgeblich beteiligt war, bei einem Festakt unter der Beteiligung der Familie Krainers und dessen Freundes Arnold Schwarzenegger feierlich enthüllt. Die Büste wird neben einer Eiche, die anlässlich des 75. Geburtstages von Schwarzenegger gepflanzt wurde, im Grazer Burggarten aufgestellt. Krainer und Schwarzenegger waren seit 1983, als Letztgenannter bei einem Krainer-Sprechtag zu Gast war, befreundet.

## Auszeichnungen (Auszug)
- 1984: Ehrensenator der Montanuniversität Leoben
- 1988: Ehrensenator der Karl-Franzens-Universität Graz
- 1988: Ehrensenator der Technischen Universität Graz
- 1988: Großkreuz des Verdienstordens der Italienischen Republik
- 1992 Ehrenpräsident des Gemeindebundes Steiermark
- 2008: Großer Verdienstorden des Landes Südtirol
- Ehrenring des Landes Steiermark
- Ehrenmitglied des Landesfeuerwehrverbandes
- 2024: Büste im Grazer Burggarten
- Ehrenbürger u. a. von Graz, Bad Blumau, Bad Gleichenberg, Edelsbach bei Feldbach, Edelstauden*, Eppenstein*, Gnas, Hohenbrugg-Weinberg*, Ilz, Jagerberg, Johnsdorf-Brunn*, Kraubath an der Mur, Kobenz, Krusdorf*, Langegg bei Graz (1992)*, Laßnitzhöhe (1988), Lödersdorf*, Bad Loipersdorf, Maria Buch-Feistritz*, Naas (1990)*, Pöllauberg (1988), Poppendorf*, Puch bei Weiz, Puchegg (1978)*, Riegersberg (1978)*, Sankt Anna am Aigen, Sankt Georgen ob Judenburg, St. Marein bei Graz (1988), Sankt Stefan im Rosental, Schachen bei Vorau (1978)*, Schladming, Seckau, Semriach (1987), Stattegg, Stubenberg (1984)*, Übersbach (1986)*, Vasoldsberg (1983), Vorau (1978), Vornholz (1978)*, Waldbach*, Weißkirchen, Wenigzell, Zerlach* Hausmannstätten, Unterlamm (1987)

* ehemalige Gemeinden